# Liste des maires de Cognac
La liste des maires de Cognac présente la liste des maires de la commune française de Cognac, située dans le département de la Charente en région Nouvelle-Aquitaine.

## L'Hôtel de ville
L'hôtel de ville actuel est situé dans l'hôtel Otard de la Grange, édifice construit dans les années 1840. Acheté par la commune en 1889, des travaux d'aménagement extérieurs et intérieurs sont exécutés les deux années suivantes, dont notamment l'ajout d'un campanile et d'un escalier monumental. 
Le 10 juillet 1892, la nouvelle mairie est inaugurée. 
Quant au parc paysager entourant le bâtiment, il devient un jardin public, dessiné à la fin du XIXe siècle par Édouard André.

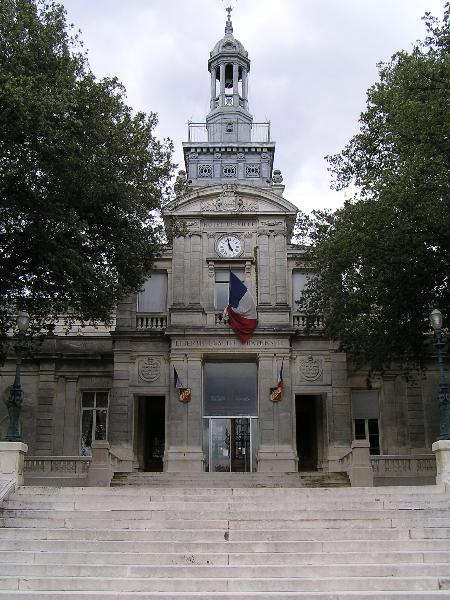
La façade principale.
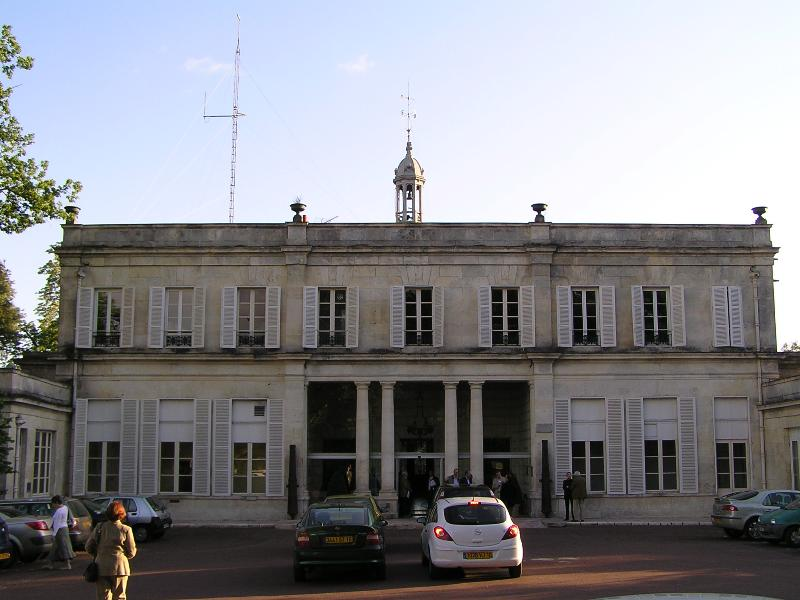
La façade arrière.
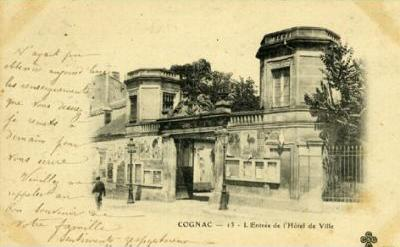
L'entrée de l'hôtel de ville en 1903.

## Liste des maires

### Sous l'Ancien Régime
| Période | Période | Identité                  | Étiquette | Qualité                  |
| ------- | ------- | ------------------------- | --------- | ------------------------ |
| 1216    |         | Guy Baude                 |           |                          |
| 1224    |         | Hélie de Gensac           |           |                          |
| 1369    |         | Guillaume Tricot          |           |                          |
| 1384    |         | Jacques Fauchier          |           |                          |
| 1384    |         | Simon Prévost             |           |                          |
| 1389    |         | Guillaume Molinet         |           |                          |
| 1416    |         | Jean Marchandat           |           |                          |
| 1416    |         | Jean Chaillou             |           |                          |
| 1432    |         | Étienne Roux              |           |                          |
| 1437    |         | Jean Douriel              |           |                          |
| 1469    |         | Lyonnet Richard           |           |                          |
| 1491    |         | Héliot Pipon              |           |                          |
| 1493    |         | André de Xandrieux        |           |                          |
| 1501    | 1501    | François Richier          |           |                          |
| 1505    | 1505    | Jean Dupont               |           |                          |
| 1507    | 1507    | Michel Regain             |           |                          |
| 1508    | 1511    | Pierre Dupond             |           |                          |
| 1512    | 1512    | Henri Richard             |           |                          |
| 1513    | 1521    | Nicolas Bourdeau          |           |                          |
| 1522    | 1523    | Jean Robicquet            |           |                          |
| 1524    | 1524    | Hélie Richier             |           |                          |
| 1525    | 1525    | Jean Jaulin               |           |                          |
| 1526    | 1527    | Hélie David               |           |                          |
| 1528    | 1528    | Henry Brunet              |           |                          |
| 1529    | 1530    | Aymond Guyon              |           |                          |
| 1531    | 1531    | Guillaume Curateau        |           |                          |
| 1532    | 1532    | Jacques Mesnade           |           |                          |
| 1533    | 1535    | André Foucques            |           |                          |
| 1536    | 1536    | Pierre Jameu              |           |                          |
| 1537    | 1537    | Jacques Le Roy            |           |                          |
| 1538    | 1538    | Nicolas Thabois           |           |                          |
| 1539    | 1539    | Hélie Guinot              |           |                          |
| 1540    | 1540    | Jean Lallemand            |           |                          |
| 1541    | 1541    | Henri Richard             |           | 2e élection              |
| 1542    | 1542    | Nicolas Cothu             |           |                          |
| 1542    | 1542    | Jean Robicquet            |           |                          |
| 1543    | 1543    | Jean Guignebert           |           |                          |
| 1544    | 1544    | Jean Foucques             |           |                          |
| 1545    | 1545    | Bertrand de La Mothe      |           |                          |
| 1546    | 1546    | Henri Bernard             |           |                          |
| 1547    | 1548    | Pierre Giboul             |           |                          |
| 1549    | 1549    | Jacques Roy               |           |                          |
| 1550    | 1551    | André Allenet             |           |                          |
| 1552    | 1552    | Henri Bertrand            |           |                          |
| 1553    | 1553    | Jean Roux                 |           |                          |
| 1557    | 1557    | François Jaulin           |           |                          |
| 1559    | 1559    | Jean Berjonneau           |           |                          |
| 1560    | 1560    | Michel Guérin             |           |                          |
| 1561    | 1565    | Jean Dalembert            |           | 5 élections consécutives |
| 1566    | 1568    | Jacques Mesnade           |           | 3 élections consécutives |
| 1571    | 1571    | Guyon Martin              |           |                          |
| 1574    | 1577    | Guy Cothu                 |           | 4 élections consécutives |
| 1578    | 1580    | Nicolas Delafon           |           | 3 élections consécutives |
| 1581    | 1581    | Henri Berjonneau          |           |                          |
| 1582    | 1583    | André Allenet             |           | 2 élections consécutives |
| 1585    | 1587    | Guillaume Babin           |           | 3 élections consécutives |
| 1588    | 1588    | Colas Pelluchon           |           |                          |
| 1601    | 1601    | Jean Philippier           |           |                          |
| 1602    | 1602    | Jean Vitet                |           |                          |
| 1604    | 1604    | Jean Pelluchon            |           |                          |
| 1605    | 1607    | Pierre Gay                |           | 3 élections consécutives |
| 1608    | 1608    | Jean Vitet                |           | 2e élection              |
| 1610    | 1611    | Guillaume Bourguignon     |           | 2 élections consécutives |
| 1612    | 1614    | Pierre Gay                |           | 3e, 4e et 5e élections   |
| 1616    | 1616    | Jean Marie                |           |                          |
| 1617    | 1619    | Jean de La Font           |           |                          |
| 1620    | 1620    | Jean Martineau            |           |                          |
| 1622    | 1622    | Jean Marie                |           | 2e élection              |
| 1623    | 1624    | Jean de La Font           |           | 2e et 3e élections       |
| 1625    | 1625    | Jacques Jameu             |           |                          |
| 1626    | 1626    | Nicolas Bernard           |           |                          |
| 1627    | 1627    | Pierre Gay                |           | 6e élection              |
| 1628    | 1628    | Jacques Audouin           |           |                          |
| 1631    | 1631    | Hélie Babin               |           |                          |
| 1632    | 1633    | François Fouques          |           | 2 élections consécutives |
| 1634    | 1634    | Séraphin Marie            |           |                          |
| 1635    | 1635    | Pierre de Rignol          |           |                          |
| 1636    | 1636    | Arnaud Vitet              |           |                          |
| 1637    | 1638    | Pierre de Guip            |           | 2 élections consécutives |
| 1641    | 1641    | Séraphin Marie            |           | 2e élection              |
| 1642    | 1642    | Louis Cyvadier            |           |                          |
| 1643    | 1643    | Guillaume de Romas        |           |                          |
| 1645    | 1645    | Michel Berjonneau         |           |                          |
| 1646    | 1646    | Benjamin Vitet            |           |                          |
| 1647    | 1649    | Michel Berjonneau         |           | 2e, 3e et 4e élections   |
| 1650    | 1650    | Jean Gay                  |           |                          |
| 1651    | 1652    | Louis Cyvadier            |           | 2e et 3e élections       |
| 1653    | 1653    | Ezéchiel Guignebert       |           |                          |
| 1654    | 1654    | Michel Berjonneau         |           | 5e élection              |
| 1656    | 1656    | Louis Mesnage             |           |                          |
| 1657    | 1657    | François Bourguignon      |           |                          |
| 1663    | 1663    | Jean Gembert              |           |                          |
| 1665    | 1665    | Jean de Rignol            |           |                          |
| 1667    | 1668    | Jean Saulnier             |           | 2 élections consécutives |
| 1669    | 1669    | Philippe Fe               |           |                          |
| 1670    | 1670    | Jacques Garaud            |           |                          |
| 1673    | 1674    | Jean Saulnier             |           | 3e et 4e élections       |
| 1679    | 1679    | M. de La Font             |           |                          |
| 1681    | 1681    | Adam Daniaud              |           |                          |
| 1684    | 1684    | Jacques Fouques           |           |                          |
| 1685    | 1685    | M. Perrin                 |           |                          |
| 1687    | 1693    | Philippe Guillet          |           |                          |
| 1694    | 1723    | Jacques Perrin            |           |                          |
| 1723    | 1723    | Jean Chabot               |           |                          |
| 1734    | 1737    | Nicolas Poirier           |           |                          |
| 1738    |         | Georges Busquet           |           |                          |
| 1748    | 1751    | M. Bertrand de Puyraimond |           |                          |
| 1752    | 1756    | M. Dexmier de la Groix    |           |                          |
| 1757    | 1758    | Louis Allenet             |           |                          |
| 1758    | 1759    | M. Dexmier de la Groix    |           |                          |
| 1759    | 1763    | M. Perrin de la Coinche   |           |                          |
| 1764    | 1766    | M. Allenet                |           |                          |
| 1769    | 1772    | M. Dexmier de la Groix    |           |                          |
| 1773    | 1782    | Jacques Hardy             |           |                          |
| 1783    | 1791    | Pierre Bouteleau          |           |                          |

### Entre 1791 et 1945
| Période          | Période          | Identité                        | Étiquette     | Qualité                                                                                                  |
| ---------------- | ---------------- | ------------------------------- | ------------- | --- |
| 1791             | 1794             | Pierre-Étienne Albert           |               | |
| 1795             | 1800             | Pierre Godard                   |               | |
| 1800             | 1802             | Frédéric Martell                |               | Négociant en cognac                                                                                      |
| 1802             | 1804             | Louis Turner                    |               | Négociant en cognac                                                                                      |
| 1804             | 1815             | Jean-Baptiste-Antoine Otard     |               | Négociant                                                                                                |
| 1815             | 1815             | N. Fournier                     |               | |
| 1815             | 24 mars 1824     | Jean-Baptiste-Antoine Otard     |               | Négociant Député de la Charente (1821 → 1824) Décédé en fonction                                         |
| 1824             | 1830             | Henry Pinet                     |               | |
| 1830             | 1838             | Gabriel Martell                 |               | Négociant en cognac                                                                                      |
| 1838             | 1848             | Abel Planat                     |               | Négociant Député de la Charente (1848 → 1849)                                                            |
| 1848             | 1849             | Sicaire Nebout                  |               | |
| 1849             | 1869             | Henry Bouraud                   | Bonapartiste  | |
| 1870             | 1871             | Alexandre Robin                 |               | Négociant                                                                                                |
| 1871             | 1874             | Paul Imbaud                     |               | |
| 1874             | 1878             | Séverin Fleuranceau             |               | |
| 1878             | 8 novembre 1889  | Oscar Planat                    | Centre gauche | Avocat Député de la Charente (1863 → 1870) Conseiller général de Cognac (1874 → 1889) Décédé en fonction |
| 1889             | 29 mai 1900      | Jules Brisson                   | Républicain   | Négociant Conseiller d'arrondissement (1883 → 1913)                                                      |
| 29 mai 1900      | 1902             | Eugène Duras                    |               | Négociant                                                                                                |
| 26 novembre 1902 | mai 1912         | Georges Briand (1849-1922)      | Républicain   | Négociant en cognac                                                                                      |
| mai 1912         | 15 décembre 1917 | Pascal Combeau (1859-1917)      | Républicain   | Négociant Conseiller d'arrondissement (1883 → 1917) Décédé en fonction                                   |
| décembre 1917    | 8 juin 1922      | Henri Fichon (1842-1922)        | Républicain   | Fabricant de bouchons Chevalier de la Légion d'honneur Décédé en fonction                                |
| 21 juillet 1922  | 5 mars 1923      | Joseph Pataa (1874-1923)        |               | Décédé en fonction                                                                                       |
| 1923             | mai 1929         | Georges Ménier                  | PRRRS         | Député de la Charente (1928 → 1940) Conseiller d'arrondissement (1919 → 1931)                            |
| mai 1929         | 1932             | Paul Firino-Martell (1885-1949) | RG            | Négociant Conseiller général de Cognac (1920 → 1940)                                                     |
| 1932             | 1935             | Jules Dannepond                 |               | |
| 1935             | 1945             | Paul Firino-Martell (1885-1949) | RG            | Négociant Conseiller général de Cognac (1920 → 1940)                                                     |

### Depuis 1945
| Période        | Période        | Identité                | Étiquette    | Qualité |
| -------------- | -------------- | ----------------------- | ------------ | --- |
| 1945           | mai 1953       | Henri Mesnard           | SFIO         | Instituteur |
| mai 1953       | mars 1971      | Alexandre Dumas         | PRRRS        | Agent d'assurances |
| mars 1971      | 1979           | Alain Filiol de Raimond | UDR puis RPR | Démissionnaire |
| 1979           | mars 2001      | Francis Hardy           | RPR          | Négociant en cognac Adjoint au maire (1973 → 1977) Député de la Charente (2e circ.) (1973 → 1981) Député de la Charente (1986 → 1988) Conseiller général de Cognac (1970 → 1973) Conseiller général de Cognac-Sud (1973 → 1976) Conseiller général de Cognac-Nord (1985 → 1992) Conseiller régional de Poitou-Charentes ( → ) Président de la région Poitou-Charentes (1978 → 1980) |
| mars 2001      | 22 mars 2008   | Jérôme Mouhot           | RPR puis UMP | Ancien directeur de cabinet Conseiller général de Cognac-Nord (1992 → 2004) Vice-président du conseil général de la Charente Président de la CC Grand Cognac (1993 → 2008) Chevalier de la Légion d'honneur |
| 22 mars 2008,  | 4 juillet 2020 | Michel Gourinchas       | PS puis DVG  | Ancien cadre à la CPAM Conseiller régional de Poitou-Charentes (2004 → 2015) Suppléant de la députée Marie-Line Reynaud (2007 → 2012) Président de la CC Grand Cognac (2014 → 2016) Président de la CA du Grand Cognac (janvier → déc. 2017) |
| 4 juillet 2020 | En cours       | Morgan Berger           | DVD          | Agent immobilier 1er vice-président de la CA du Grand Cognac (2020 → ) |

## Conseil municipal actuel
Les 33 sièges composant le conseil municipal de Cognac ont été pourvus le 28 juin 2020 à l'issue du second tour. Actuellement, il est réparti comme suit : 